# Ludwig Rose
Pour les articles homonymes, voir Rose.
Karl Ludwig Johann Rose (né le 28 avril 1819 à Grabow et mort le 15 novembre 1886 à Döhlau, arrondissement d'Osterode-en-Prusse-Orientale (de)) est propriétaire de manoir et député du Reichstag

## Biographie
Ludwig Rose est issu d'une vieille famille de distillateurs et de brasseurs de la petite ville de Grabow, dans l'ouest du Mecklembourg. Il est le plus jeune ou l'un des plus jeunes enfants du brasseur, distillateur et aubergiste Christian Rose (né en 1771) et de son épouse Dorothea Margaretha, née Bruges (né en 1781), né. Au moment de sa naissance, Rose a neuf frères et sœurs aînés. Un frère aîné, Christian Rose (de) (1803-1877), est plus tard membre de l'assemblée constituante des représentants du Mecklembourg de 1848/49.
Rose étudie au lycée Frédéric-François de Parchim (de), mais le quitte sans diplôme d'études secondaires. Le 5 janvier 1842, à l'âge de 22 ans, il s'inscrit à l'Académie des beaux-arts de Munich pour la matière d'architecture. Il vit longtemps à Schwerin. À partir de 1860, il est agriculteur en Prusse, où il achète des marchandises à Döhlau dans l'arrondissement d'Osterode-en-Prusse-Orientale (de) et est également membre du conseil d'arrondissement.
Entre avril 1883, date à laquelle il remporte le mandat lors d'une élection partielle due à la retraite de Leo Becker, et sa mort, il est député du Reichstag pour la 8e circonscription de Königsberg avec le Parti conservateur allemand.